# Yorckscher Marsch
De Yorckscher March is marsmuziek voor harmonieorkest. De mars werd oorspronkelijk in 1808 of 1809 geschreven door Ludwig van Beethoven als een mars Für die böhmische Landwehr, opgenomen in het oeuvre van Beethoven als Mars No. 1 in F (WoO 18). Het was de eerste van drie militaire marsen van Beethoven.
Beethoven componeerde de mars oorspronkelijk voor de "aartshertog Anton" (Jozef Anton Johan van Oostenrijk) en noemde het in hetzelfde jaar in "March No. 1 Für die böhmische Landwehr ”.
In 1813 werd mars vernoemd naar de Pruisische generaal Ludwig Yorck von Wartenberg, die een belangrijke rol speelde in de strijd tegen Napoleon.
Omdat Pruisen en het Pruisische leger een grote rol speelden in de Duitse deelstaten, wordt de mars vaak gespeeld. Het is de traditionele mars van het Wachbataillon, de elite-eenheid van de Duitse Bundeswehr. Ook was het een mars van de Oost-Duitse strijdkrachten.
Het afspelen van audio wordt niet ondersteund in uw browser. U kunt het audiobestand downloaden.